# Fortaleza CEIF (femenino)
El Fortaleza CEIF (femenino) es un club de fútbol femenino que milita en la Liga Profesional Femenina de Fútbol de Colombia, la máxima competición de fútbol femenino en Colombia.

## Historia
El equipo fue presentado oficialmente el 15 de julio de 2016 en el municipio colombiano de Cota bajo el nombre de Fortaleza Cundinamarca. El club accedió a la disputa del torneo profesional colombiano haciendo uso de su derecho a participar merced a contar con reconocimiento deportivo de Coldeportes y la Dimayor. El Primer equipo se crea reuniendo a jugadoras de la escuela de fútbol Real Pasión, integrantes del equipo de fútbol femenino de la Universidad Sergio Arboleda y jugadoras provenientes de diferentes clubes asociados a la Liga de Fútbol de Bogotá.
En la segunda edición de la Liga Águila Femenina se hace una reestructuración en el plantel, desde el cuerpo técnico hasta la nómina de jugadoras, algunas de las cuales vienen de la misma plantilla, otras provenientes de otros equipos de la Liga, jugadoras de la propia cantera y debutantes en el Fútbol Profesional Femenino.
En 2021 ocurre el máximo en la historia del club, con la convocatoria a la selección femenina de fútbol de Colombia de las jugadoras Michell Lugo y Ana María Bohórquez para los partidos amistosos contra Ecuador.

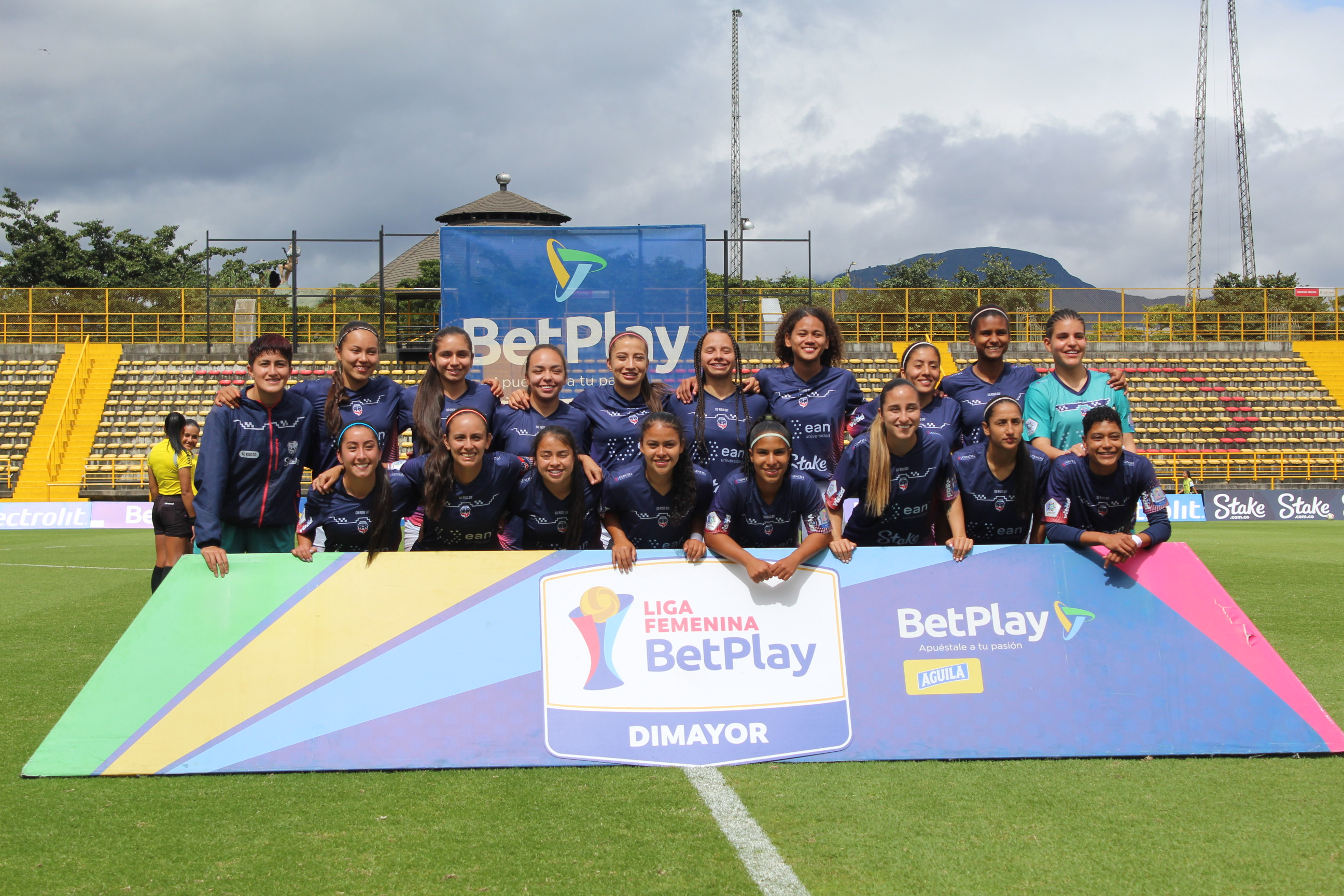
Plantel femenino de Fortaleza CEIF en 2025.

En 2025 regresó Fortaleza CEIF a la Liga Femenina, quien no jugaba desde 2022, a partir del título obtenido por el plantel juvenil en la Supercopa Juvenil FCF 2024 y su participación en la Copa Libertadores Sub-20 de 2025.

## Datos del club
- Temporadas en 1.ª: 2017 - 2021; 2025
- Mejor puesto:
  - En Liga Profesional Femenina : 3º Grupo A en 2020
- Peor puesto:
  - En Liga Profesional Femenina: 17º en 2022 (último lugar)
  - En Liga Profesional Femenina: 4º Grupo B en 2019 (último lugar)
- Primer partido oficial: Cúcuta Deportivo 4 - 0 Fortaleza CEIF, el 19 de febrero de 2017.
- Máxima goleadora:
  - Yessica Rodríguez y Reina Torres con 3 anotaciones cada una.
- Mayor goleada conseguida de local:
  - En campeonatos nacionales:
  - 3-0 ante Deportivo Pasto en la segunda fecha de la temporada 2018
- Mayor goleada conseguida de visitantes:
  - En campeonatos nacionales:
  - 3-0 ante Deportivo Pasto en la séptima fecha de la temporada 2018
- Mayor goleada recibida de local:
  - En campeonatos nacionales:
  - 0-5 ante Santa Fe el 29 de octubre de 2020.
  - 1-6 ante Santa Fe el 20 de mayo de 2025.
- Mayor goleada recibida de visitantes:
  - En campeonatos nacionales:
  - 4-0 ante Deportivo Pasto el 24 de mayo de 2025.
- Mayor cantidad de partidos invictos de manera consecutiva:
  - 4 partidos en 2018

### Temporadas en la Liga Profesional Femenina de Colombia
| Temporada                                   | Posición                                    | PJ | PG | PE | PP | GF | GC  | DIF | PTS |
| ------------------------------------------- | ------------------------------------------- | -- | -- | -- | -- | -- | --- | --- | --- |
| 2017                                        | 5.° (Grupo B)                               | 10 | 2  | 1  | 7  | 8  | 23  | -15 | 7   |
| 2018                                        | 4.° (Grupo B)                               | 10 | 4  | 3  | 3  | 11 | 10  | 1   | 15  |
| 2019                                        | 4.° (Grupo B)                               | 6  | 0  | 0  | 6  | 2  | 13  | -11 | 0   |
| 2020                                        | 3.° (Grupo A)                               | 8  | 2  | 1  | 5  | 7  | 14  | -7  | 7   |
| 2021                                        | 4.° (Grupo A)                               | 8  | 2  | 3  | 3  | 8  | 11  | -3  | 9   |
| 2022                                        | 17.°                                        | 16 | 1  | 6  | 9  | 9  | 27  | -18 | 9   |
| 2025                                        | 15.°                                        | 16 | 2  | 4  | 10 | 12 | 37  | -25 | 10  |
| Total Liga Profesional Femenina de Colombia | Total Liga Profesional Femenina de Colombia | 74 | 13 | 18 | 43 | 57 | 135 | -78 | 57  |

 Pts=Puntos; PJ=Partidos jugados; PE=Partidos empatados; P=Partidos perdidos; GF=Goles a favor; GC=Goles en contra; DIF=Diferencia de gol

## Jugadoras

### Plantilla 2025
- Jugadores que se encuentran en fase de recuperación, por algún tipo de lesión.
- Jugadores que fueron capitanes, en algún partido oficial.
- : Jugador a servicio de la Selección Colombia en el año 2021.

### Entrenadores
| Nombre               | País     | Temporadas |
| -------------------- | -------- | ---------- |
| Albert Martínez      | Colombia | 2017       |
| Diego Rodríguez Toro | Colombia | 2018-2022  |
| Jhon Angarita        | Colombia | 2025       |